# Aviatore

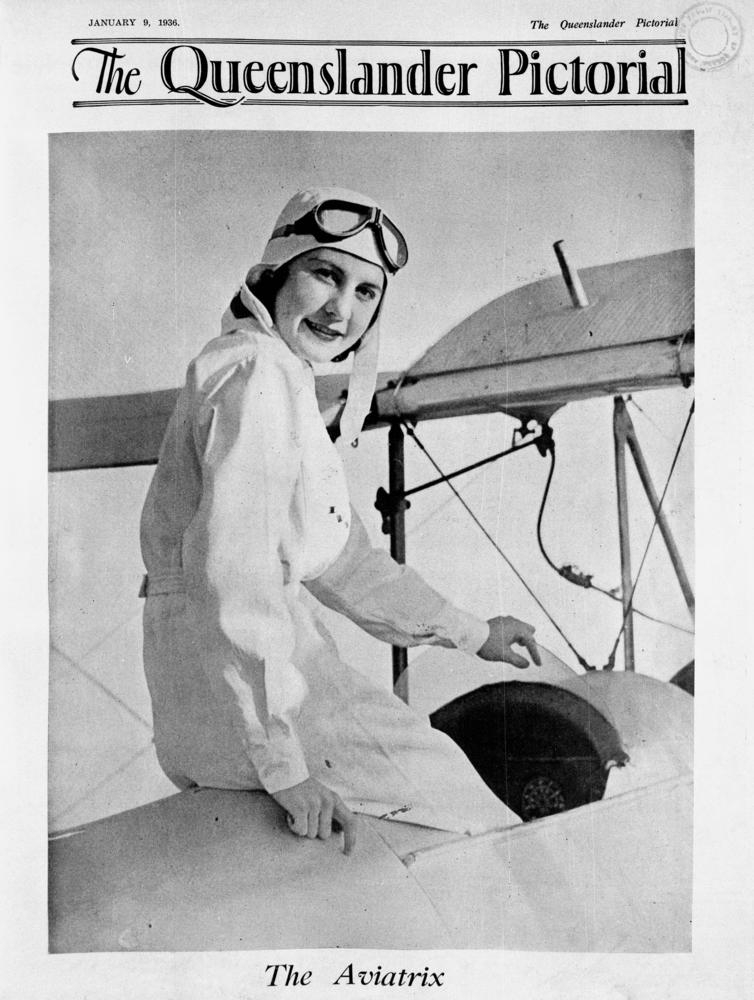
L'aviatrice Maude Bonney, 1936

Adriana Bisi Fabbri, "Aviatore", 1912

L'aviatore (anche genericamente pilota) è una persona che conduce un aeromobile in volo, sia per piacere sia per professione.
La responsabilità della condotta di volo (sia esso commerciale o privato) è sempre del pilota in comando (comandante), in inglese pilot in command, la cui autorità a bordo è pari a quella del comandante a bordo di una nave.

## Pilota civile

### Italia
In Italia, l'ENAC (Ente Nazionale per l'Aviazione Civile) rilascia tre tipi di brevetti (detti licenze) per i piloti di aereo e/o elicottero.
Il primo brevetto ufficiale che abilita al pilotaggio è la licenza di pilota privato (o PPL, dall'inglese "private pilot licence"), che abilita a condurre un aereo o un elicottero con soli passeggeri non paganti secondo le regole del volo a vista (VFR o secondo le regole del volo strumentale una volta conseguito il brevetto e la specifica abilitazione al volo IFR). In Italia per conseguire questo brevetto non è obbligatoria la conoscenza della lingua inglese. Per giungere al conseguimento del brevetto occorre superare un esame teorico a quiz, composto da 120 domande a risposta multipla suddivise per argomenti quali: regolamentazione aeronautica, nozioni generali sugli aeromobili, fattore umano, meteorologia, navigazione aerea, procedure operative, prestazioni e pianificazione e telecomunicazioni aeronautiche.
Ogni candidato ha a disposizione un tempo di 120 minuti. Per essere ritenuti idonei è necessario rispondere correttamente ad almeno il 75% dei quiz per ogni materia. L'ultimo esame è quello pratico al quale si giunge dopo almeno 45 ore di volo (35 in doppio comando con istruttore e 10 in solitaria, inoltre in solitaria deve essere svolta una missione obbligatoria chiamata "150 miglia", che consiste nel compiere un volo di almeno 150 NM, circa 278 km, atterrando in due aeroporti diversi da quello di partenza, infine vi è l'esame pratico che richiede un'ora circa di volo, preceduto da un colloquio orale). Il PPL può essere ottenuto presso un'organizzazione certificata: un "ATO" (Approved Training Organization).
Per poter essere ammessi a frequentare un corso di pilotaggio, i candidati devono sottoporsi a delle visite mediche presso dei centri dell'Aeronautica Militare Italiana (attualmente si trovano solo a Milano, Roma e Bari) e ottenere, almeno, il "Certificato di Idoneità di seconda classe" per poter svolgere le mansioni di pilota. Il certificato ha validità quinquennale sino al cinquantacinquesimo anno di età. Superata tale data è necessario effettuare le visite annualmente, fino al sessantesimo anno di età, oltre il quale, la visita deve essere effettuata semestralmente. Si può conseguire il PPL anche se non si è maggiorenni: bastano infatti 16 anni per poterlo conseguire.
La qualifica di pilota commerciale di velivolo (o CPL, acronimo inglese di "commercial pilot license"), è il secondo brevetto necessario per poter svolgere l'attività retribuita di pilota o copilota a bordo di velivoli commerciali. Per poter accedere al corso per il conseguimento di questa licenza sono necessarie 150 ulteriori ore di volo nell'apposito corso di formazione.
L'ultima abilitazione viene denominata licenza di pilota di linea (o ATPL, "airline transport pilot license"). Essa si consegue previo superamento di 14 esami teorici (che vertono su materie quali la meteorologia, navigazione aerea, human performance, legislazione e altro) e il raggiungimento di 1 500 ore di volo di cui 500 in operazioni multi - pilot. Tale abilitazione garantisce il privilegio, previo superamento di un corso comando, di pilotare un aereo di linea in qualità di comandante. Prima del raggiungimento delle 1 500 ore necessarie è comunque possibile superare gli esami teorici e ottenere il cosiddetto “ATPL frozen”, che consiste in una licenza CPL compresa di crediti per il superamento degli esami teorici ATPL. Quest’ultima, previo completamento di un corso “type rating”, permette di operare come pilota su velivoli a equipaggio plurimo in qualità di primo o secondo ufficiale.
Non è invece una Licenza di Pilota l'Attestato per il Volo da Diporto o Sportivo (VDS), che abilita al pilotaggio degli ultraleggeri, e che viene rilasciato dopo opportuni corsi ed esami presso le Scuole certificate dall'Aero Club d'Italia. Il conseguimento dell'Attestato VDS è obbligatorio per legge per poter pilotare gli ultraleggeri.

## Pilota militare

### In Italia

Il distintivo di categoria per i piloti militari d'aereo e NON di elicottero è un'aquila turrita, da portare sul taschino sinistro

Ai piloti militari di elicottero compete un distintivo diverso composto di quattro pale rotore con al centro una corona.
Con il termine pilota militare solitamente si intende un aviatore dell'Aeronautica Militare, anche se esso, nella sua accezione più ampia, comprende anche elicotteristi e aviatori prestanti servizio nelle altre armi.
Per diventare "Pilota militare" i principali requisiti sono fisici: il pilota deve essere in grado di sopportare accelerazioni e situazioni limite.
Le scuole militari di volo, come l'Accademia Aeronautica di Pozzuoli, sono molto selettive: in Italia, ad esempio, per quanto riguarda l'anno accademico 2008/2009, dei migliori 1 044 candidati che avranno superato la prova di preselezione, solo 50 potranno arrivare a fregiarsi dell'aquila turrita, simbolo dei piloti militari italiani.

#### Le visite mediche per l'idoneità al volo
Le visite mediche per l'idoneità al volo vengono svolte presso dei Centri di Medicina Legale dell'Aeronautica Militare e constano di due tipologie, denominate rispettivamente "Seconda classe" e "Prima classe". Si diversificano tra loro in base ai requisiti necessari per poter ottenere il certificato di idoneità.
Tutto il personale che effettua il servizio aereo è obbligato a sottoporsi alle visite periodiche e, a seconda delle mansioni da svolgere, effettua le visite per la "Seconda" o la "Prima classe". Il pilota di linea, ad esempio, effettua le visite di "Prima classe", mentre il pilota privato effettua le visite di "Seconda".
Fra le varie visite alle quali si viene sottoposti per ottenere uno dei due certificati vi sono i seguenti esami:
- esami del sangue (esame emocromocitometrico, colesterolemia, ecc.)
- esame delle urine
- visita oculistica
- visita audiometrica
- visita otorinolaringoiatrica
- visita cardiologica
- elettrocardiogramma
- colloquio con lo psicologo